# Parafia Narodzenia Najświętszej Maryi Panny w Lnianie
Parafia Narodzenia Najświętszej Maryi Panny w Lnianie – rzymskokatolicka parafia w Lnianie w dekanacie jeżewskim Diecezji pelplińskiej.
Erygowana w 1924 roku.